# Liste altsprachlicher Erwachsenengymnasien
An altsprachlichen Erwachsenengymnasien werden erwachsene Schüler in den alten Sprachen Latein und Altgriechisch unterrichtet. Die Schulformen des Zweiten Bildungsweges sind das Kolleg (Tagesgymnasium) und das Abendgymnasium.

## Deutschland
Es gibt nur sehr wenige altsprachliche Erwachsenenschulen in Deutschland. In Bremen, Hamburg, Nordrhein-Westfalen, Rheinland-Pfalz und Schleswig-Holstein gibt es keine solchen.

### Bayern
- Kolleg St. Matthias Wolfratshausen[1]

## Österreich

### Wien
- Abendgymnasium Wien[2]